# Хајмор (Јужна Дакота)
Хајмор (енгл. Highmore) град је у америчкој савезној држави Јужна Дакота.

## Демографија
По попису из 2010. године број становника је 795, што је 56 (-6,6%) становника мање него 2000. године.
| Група             | 2000.       | 2010.       |
| Белци             | 815 (95,8%) | 727 (91,4%) |
| Афроамериканци    | 0 (0,0%)    | 0 (0,0%)    |
| Азијати           | 0 (0,0%)    | 1 (0,1%)    |
| Хиспаноамериканци | 1 (0,1%)    | 15 (1,9%)   |
| Укупно            | 851         | 795         |